# 粉愛粉愛你
《粉愛粉愛你》（英語：I LOVE YOU SO MUCH）（原名：彩粧美人），2012年製作的台灣偶像劇，夢田文創與華視合作的文創偶像劇。藍正龍、李佳穎、周湯豪、林逸欣、白梓軒、邱翊橙等人主演。2011年11月21日舉行媒體見面會。2012年3月15日殺青，華視於2012年1月29日晚上10點首播，華視於2012年5月13日播出最終回，全劇共16集。東森綜合台於2012年2月4日晚上8點播出。接檔《真心請按兩次鈴》。

## 播出時間

### 首播
| 頻道                  | 所在地   | 播映日期      | 播出時間                         |
| --------------------- | -------- | ------------- | -------------------------------- |
| 華視主頻              | 臺灣     | 2012年1月29日 | 每週日 22:00-23:30               |
| 東森綜合台            | 臺灣     | 2012年2月4日  | 每週六 20:00-21:30               |
| 無綫劇集台            | 香港     | 2012年6月17日 | 每週日 19:30-21:00               |
| Astro双星             | 马来西亚 | 2012年7月9日  | 每週一至週五 22:30-23:30         |
| 星和都會台            | 新加坡   | 2012年7月29日 | 每週日 22:00-23:30               |
| Astro双星 Astro双星HD | 马来西亚 | 2015年3月20日 | 每週五 12:00-14:00 （一次播2集） |

### 重播
| 頻道                  | 所在地   | 播映日期      | 播出時間                         |
| --------------------- | -------- | ------------- | -------------------------------- |
| 華視主頻              | 臺灣     | 2012年2月3日  | 每週五 23:00-24:30               |
| 東森綜合台            | 臺灣     | 2012年2月5日  | 每週日 16:00-17:30               |
| 華視主頻              | 臺灣     | 2012年2月11日 | 每週六 13:00-14:30               |
| 無綫劇集台            | 香港     | 2012年6月18日 | 每週一 13:30-15:00               |
| Astro双星             | 马来西亚 | 2012年7月10日 | 每週二至週六 06:30-07:30         |
| Astro双星             | 马来西亚 | 2012年7月10日 | 每週一至週五 14:30-15:30         |
| Astro双星             | 马来西亚 | 2012年7月10日 | 每週一至週五 21:30-22:30         |
| Astro双星             | 马来西亚 | 2012年7月14日 | 每週六 13:30-17:30 （五集连播）  |
| Astro双星             | 马来西亚 | 2012年7月15日 | 每週日 01:30-05:30 （五集连播）  |
| 星和都會台            | 新加坡   | 2012年7月30日 | 每週一 06:30-08:00               |
| 星和都會台            | 新加坡   | 2012年8月5日  | 每週日 14:20-15:50               |
| Astro双星 Astro双星HD | 马来西亚 | 2015年3月21日 | 每週六 17:00-19:00 （一次播2集） |

## 故事大綱
夏樂蒂 (李佳穎飾)，一個永遠掛著濃密睫毛和閃耀唇蜜，舉止高調的本土美妝Miss Beauty千金嬌嬌女。
常宇傑 (藍正龍飾)，一個擁有音樂夢、拒絕愛情，卻以巧手為女人打造美貌的Jealous國際彩妝CEO兼首席彩妝師。 看似毫無交集的兩人從一開始的不打不相識、到卸下所有偽裝。
他們才發現，原來愛就是能實現一切夢想的神奇彩妝......

遇見  從討厭開始.....
樂蒂減肥成功，變成了自己心目中的『完美公主』，於是她選擇在姐妹們為她接風的派對從天而降，給自己一個高調完美的出場...宇傑(藍正龍飾)放下了心愛的吉他，改執刷筆，安份守己地為繼承家族企業做準備。這天，他正帶領著旗下最受歡迎花美男彩妝師們，舉辦盛大的新品上市見面會。偏偏，從天而降的樂蒂，搞亂了這場的盛宴，讓Jealous在媒體面前顏面盡失。趁著場面混亂，宇傑未能看清『樂蒂』的長相，只記得她後腰際的小小蟹足疤。

不打不相識   相識兩相厭
果真冤家路窄，在另一場名媛貴婦都獲邀參與的慈善派對走秀，宇傑與樂蒂又碰上了。
這回，獲邀的樂蒂誤以為宇傑是負責換裝的Dresser，竟大方在宇傑面前秀出胴體，宇傑也意外找到了搞砸記者會的『真兇』,就是-_夏樂蒂。新仇加舊恨，宇傑決定整一下她....,走在華麗的T台上，樂蒂的裙子竟然當眾落下，原本打算讓全場『驚豔』的她，卻是帶來『驚嚇』，舞台上的樂蒂丟臉死了。
此時，少風(周湯豪飾)衝上台，迅速替她解了圍，在樂蒂眼中，少風彷彿世上獨一無二，來拯救她的帥氣王子....

『蒙娜麗莎』不見了 !　
樂蒂邊氣邊盤算著，回去要老爸替自己出氣，等Miss Beauty的祕密武器『蒙娜麗莎』上市之後，一定要把Jealous打得落花流水。沒想到回到家後，家裡竟被人搬光!原來，Miss Beauty早已面臨破產危機，老爸夏棋不得已丟下她，偷偷跑路去了...。就在晴天霹靂之際，樂蒂竟從電視中看到宇傑開心地受訪，吹捧Jealous即將推出的祕密武器『蒙娜麗莎』！樂蒂立刻想起老爸把『蒙娜麗莎』手稿藏在保險箱裡，但是她卻遍尋不著,天啊!!!!最重要的手稿竟然不翼而飛.........
落難公主復仇記  開始
突然的一無所有，逼得樂蒂一夜長大，憑著從小到大要什麼一定要得到的氣魄，決定潛入敵營Jealous，從那可惡的常宇傑手中奪回『蒙娜麗莎』，好讓可憐的老爸東山再起...
於是，樂蒂找上了忠義門的義父協助，展開她搶回『蒙娜麗莎』的冒險旅程...

## 演員陣容

### 主要角色
| 演員   | 角色          | 介紹 | 登場集數 |
| 李佳穎 | 夏樂蒂 夏夢娜 | ２４歲本土化妝品牌—Miss Beauty彩妝公司的小公主兼唯一繼承人。 如果走在人群之中，你很難不被這個一身名牌、臉上永遠化著BlingBling妝容的女人所吸引，她就是台灣本土化妝品牌—MissBeauty彩妝公司的千金－夏樂蒂。 從小在富裕家庭中長大，樂蒂的字典裡不曾出現貧、苦、窮這種可憐兮兮的詞彙，從沒有得不到的東西，尤其在父親米康的過度溺愛之下，樂蒂自然養成了她嬌縱跋扈的公主病，對於家中祖訓－ 「美麗，從心開始」、她更是不當一回事。 俗話說，樂極往往生悲，就在樂蒂學成歸國時，她卻發現一切全變了......Miss Beauty倒閉、豪宅被查封、更慘的是父親竟然只留下一封信就不見人影，從父親留下的信中，樂蒂懷疑害得Miss Beauty倒閉的兇手正是彩妝界龍頭－jealous彩妝公司，甚至還偷走了父親最引以為傲的開發計劃『蒙娜麗莎』，於是，一無所有的她，一夜長大，決定深入敵營，進入jealous在常宇傑身邊當一名助理，好趁機奪回屬於自己的東西。 | 全劇     |
| 藍正龍 | 常宇傑        | ２９歲國際化妝品牌jealous企業CEO(營運長)兼首席彩妝師，jealous企業第一順位接班人。私底下卻是『kidult』樂團主唱，只能瞞住奶奶偷偷在PUB演出，以保護心中快要熄滅的夢想。 外型英俊挺拔、笑容靦腆優雅，自然散發出一股貴族王子的氣質。然而他的性向始終是個謎，但這非但無損女性顧客對他的信賴與愛慕，反而因他個人的神祕魅力，讓女性客源成級數成長，而他也相當擅於利用這項特質，將自家產業拱上彩妝界龍頭地位。但宇傑真正的夢想是成為一名實力與創作兼俱的搖滾歌手，他回到 jealous，是為了多少盡點孝道，讓奶奶少一點心臟病發的機率。他的個人魅力，在那些女性顧客中，儼然是個『萬磁王』；同時，又因難忘深愛的汶晞，在感情面，他其實是個絕緣體...但不知為何，對於那個如影隨形、毅力驚人、個性少根筋、還常常咬住他死穴、令他感到害怕又惱火的助理『蒂蒂』，讓他第一次、想認真地告訴她，他喜歡的一直都是女人。尤其每次她不經意地哼起那首早被自己塵封的歌曲時，就像對他施了什麼巫術，總能喚醒那早就被他埋葬的夢想，難道這次，他能夠再一次做自己，同時擁有愛情與夢想？ | 全劇     |
| 周湯豪 | 常少風        | ２５歲國際化妝品牌jealous(魅影)於直營總店的化妝師、常宇傑同父異母的弟弟、常家的私生子。 有別於男性彩妝師給人斯文又溫暖的印象，少風倒像個痞子流氓。沒錯，實際上，他還的確曾經當過痞子流氓。 他是宇傑父親常偉霖年輕時與祕書－蔣書眉外遇、意外產下的私生子，在宇傑的母親過世後，偉霖曾想迎娶書眉進門，卻遭到奶奶寶月的強力反對，媽媽憑藉著一份自尊心，遠走他鄉，獨自把他撫養長大。 成年後的少風，為了籌措母親的醫藥費，曾在地方勢力『混』過一段時間，也樹立了不少仇家。但母親臨終前終於告知少風真正的身世，而她最大的願望，就是希望他能改邪歸正、當個規規距距的常家子孫，並讓奶奶認同她這個『二媳婦』的身份。孝順的少風為了完成母親的心願，就此金盆洗手、回到常家認祖歸宗。但，可想而知，狂野不羈的少風，這在一板一眼的常家、無異是個異類，為了母親的遺願，在嚴厲的奶奶面前，才能『演』一『乖孩子』，甚至當奶奶要求他擔任被他視為女人家才會做的彩妝師時、他也咬牙答應。                                                                                 | 全劇     |
| 林逸欣 | 汶晞 Cola     | ２５歲常宇傑組團時的女友。 從小就是個孤兒，總是靠自己的力量成長與學習，這背景非但未造成她的陰影，反而造就她的獨立與果敢，是個很有主見、又極具個人魅力的大女孩。 大學時，與學長宇傑在校園中因共同懷抱著搖滾夢，而相戀相惜，宇傑甚至為了與她追夢，毅然決然地與反對他玩音樂的家庭決裂，那段只要有夢想就能活下去的艱困日子，是多麼難能可貴，兩人一同培育美夢成真的果實。 五年前，一個半路殺出的胖新娘(樂蒂)把他們賺外快的喜宴，鬧得人仰馬翻，為了安慰那個受盡羞辱的胖新娘，她將宇傑的首支創作DEMO送給了她，她沒想到，一顆救贖的種子被她悄悄種下。後來汶晞與宇傑接受了L.A.獨立樂團舞台祭的邀約，眼看他們的人生即將否極泰來，但命運之神卻給了他們一個惡作劇。一場駕車意外，汶晞連人帶車地墜入了聖塔莫尼卡灣而失蹤，從此生死未卜,但其實是失憶後來也回來了。 | 全劇     |

### 其他角色
| 演員   | 角色          | 介紹 | 登場集數       |
| 白梓軒 | 丹尼爾 Daniel | 國際化妝品牌jealous（魅影）於直營總店的花美男化妝師之一。也是『kidult』樂團其中一員。 標準花美男長相，不管是皮膚還是體能都保持在最佳狀態，這不僅是天生的優勢，更是靠著他後天所努力維持，因為他的外貌正是他吸引女人注意的最佳武器，只要踏出家門，光鮮亮麗是一定要的，就算存款簿裡不曾超過五位數，但目前這些對他來說都只是鹹魚翻身前的浮潛而已，因為他很清楚，當他釣到一個最有錢的女人後，他就可以過著他真正想要的生活！ 這樣一個拜金的錯誤觀念，源自於他出身自一個非常貧窮的家庭，擺脫貧窮成為有錢人是他這輩子最大的願望。於是，他成功進入jealous成為直營店的彩妝師之一，不是為了什麼崇高的理想，或是多熱愛這份工作，只因為...這裡有太多太多讓他快速躍進龍門的跳板。 | 全劇           |
| 毛弟   | 毛弟 Justin   | 國際化妝品牌jealous（魅影）於直營總店的花美男化妝師之一。也是『kidult』樂團其中一員。 長得帥的人不一定好相處，這句話在毛弟身上卻是恰恰相反，他爽朗的個性不管跟誰都可以打成一片，，但在這樣一個美麗的糖衣下，其實包裹著一個極大的秘密，那就是身為直營總店彩妝師的他......竟然不會化妝？！ 別人想進彩妝業靠的是技術，而他靠得則是人脈的推薦，等到真正踏進彩妝業後，雖然憑著他的交際手腕與三寸不爛之舌，總是能在言談間就能成功地將化妝品販售出去。 當他嚮往著jealous的待遇，靠著作弊成為彩妝師，這份深受女性崇拜的工作，讓他飄飄然，而善良的宇傑也明白他的處境，願意給他『在職進修』的機會，為了回報宇傑的這份善意，他對宇傑可以兩肋插刀。 | 全劇           |
| 季芹   | 曾娜美 (阿美) | 樂蒂的遠房表姊，實際上卻是樂蒂的貼身女傭。 從小喪親，自幼即被夏家收養照顧，個性外柔內剛、雖然她與富裕的夏家有著血緣關係、卻不曾想過攀附裙帶關係、安分守己地以報恩的心情，負起照顧樂蒂的工作。原本夏棋希望阿美能成為獨生女的好友兼玩伴，沒想到嬌縱任性的樂蒂卻是把她當成貼身女傭使喚。 因此當Miss beauty倒閉、夏棋落跑後，阿美雖同情樂蒂的遭遇，卻也不禁暗自竊喜終於可以擺脫這個小公主的魔爪，沒想到一向嬌縱成性的樂蒂卻在此時義氣十足地向她擔保，會好好照顧她的生活，雖然這讓阿美有些啼笑皆非，卻不免感動又意外，她想，也許這是讓樂蒂成長改變的機會，聽完樂蒂要復仇的計劃，更讓她對這個一無是處的表妹放心不下，因而決定留下來與樂蒂共進退！ | 全劇           |
| 米可白 | 羅可舒        | 南部暴發戶之女、樂蒂的名媛幫朋友之一。 可舒出身於南部的小雞農之家，成長過程可說十分辛苦，但最叫她無法忍受的，是那些總是嘲笑她身上散發雞臭味的同學朋友。可舒十歲那年，父親轉業開的雞排店一舉成名，短短兩年就在全台開了200間分店，而可舒也從雞農之女、一躍成為雞排連鎖店的千金小姐！可舒也轉到北部的貴族學校，成為樂蒂的同學。樂蒂可說是她躋身上流社會的小老師，她總愛模倣樂蒂說話的語氣、高格調的品味，但就是不到味，更氣的是，樂蒂還握有不少她學生時代的把柄。 五年前，可舒因病住院，意外與病友汶晞結為好友，更對宇傑產生了暗戀情愫。本以為宇傑從此不能再愛其他女人，她卻嗅到了宇傑與女助理之間不同的氣味，更討厭的是，那女助理就是可舒巴不得把她拿到雞排店炸了的『樂蒂』。苦於樂蒂握有自己最不願曝光的把柄，可舒只好含恨為樂蒂保守身份，千方百計想讓樂蒂在宇傑面前出糗，只是骨子裡還是個純樸雞農女的她，使出的伎倆還是不怎麼高明，常常沒整到樂蒂、先被樂蒂反將一軍，搞得自己窘態百出！ | 1-3,5,10-11,16 |
| 董至成 | 吳英雄        | 夏樂蒂舅舅，忠義門掌門人。 如果問他最愛的顏色，他肯定答：灰色。因他率領的『忠義門』就是游走在灰色地帶、在黑白兩道都吃得開的『合法組織』。靠催收呆賬、徵信抓猴、管理攤販、仲介喬事維生。 有一天，他最害怕的樂蒂竟找上門來，還莫名其妙拉著他去找什麼Jealous『報仇』，開什麼玩笑，現在他可不想這麼快地『呷落死』。他只好耐心勸導、敷衍樂蒂一番。沒想到樂蒂還真聽了勸，竟要去『呷落死』當臥底...這回樂蒂不知哪來的傻勁，要跟大企業幹到底！英雄愈來愈擔心，怕樂蒂出什麼亂子，只好率領自己忠心耿耿的義子阿虎廿四小時為樂蒂待命，然而不靠譜的他非但沒幫上什麼忙，還不斷幫樂蒂出包.... | 2-3,5,14-15    |
| 唐琪   | 李寶月        | 宇傑的奶奶，jealous（魅影）社長。 | 1,3-10,16      |
| 丁強   | 常小龍        | 常宇傑和常少風的爺爺，jealous（魅影）監事。 | 3-4,9-10,16    |

### 客串角色
| 演員   | 角色    | 介紹                                   | 登場集數 |
| 關勇   | 夏棋    | 夏樂蒂之父，因欠員工五個月的薪水而跑路 | 1,2,4,16 |
| 林欣蓓 | Lisa    | 夏樂蒂的名媛幫朋友之一                 | 1,2,5,14 |
| 吳慷仁 | 卜浩文  | 夏樂蒂前男友                           | 1        |
| 袁艾菲 | Tiffany | 夏樂蒂的名媛幫朋友之一                 | 2,5      |
| 綠茶   | 阿虎    | 吳英雄小弟                             | 2-3      |
| 巴鈺   | 貓姊    | 吳英雄前妻，老虎鉗PUB老闆              | 2-3      |
| 張兆志 | 布萊特  | jealous（魅影）店長                    | 3,5      |
| 吳怡霈 | 珍妮花  | jealous（魅影）店員。                  | 3,5      |
| 張君明 | 明莉    | 喜歡少風                               | 3        |
| 唐國忠 | 明枸    | 寶月的助理兼保鑣                       | 3,5-10   |
| 錢君銜 | 大錢    | 兩光的詐騙集團                         | 3        |
| 錢君仲 | 小錢    | 兩光的詐騙集團                         | 3        |
| 王琄   | 蔣書眉  | 少風生母                               | 4        |
|        | 常偉霖  | 宇傑、少風父親                         | 4        |
| 莫莉   | 羅小蓁  |                                        | 11,16    |
| 馬利歐 | 主持人  | 餐廳活動主持人                         | 7        |
| 余秉諺 | 莊嘉旭  | 莊夫人的丈夫                           | 7        |
| 阿諾   |         | 莊嘉旭的外遇對象                       | 7        |
| 吳佳珊 | 阿婆    |                                        | 8        |
| 張克帆 | 翟光明  | 光明化工的社長                         | 9        |
| 張詩盈 | 莊夫人  |                                        | 11       |

## 電視劇歌曲
| 曲別   | 歌名             | 演唱者         | 作詞           | 作曲                      |
| 片頭曲 | 愛走秀           | 羅志祥         | 葛大為         | 徐浩、Randy Chow          |
| 片尾曲 | 億萬分之一的機率 | 周湯豪         | 吳易緯         | 周湯豪                    |
| 插曲   | 王見王           | 羅志祥、楊丞琳 | 徐世珍         | Michael Grant、Lara Nahum |
| 插曲   | 愛入非非         | 羅志祥、楊丞琳 | 陳天佑         | 李華章                    |
| 插曲   | 逞強             | 蕭亞軒         | 姚若龍         | 饒善強                    |
| 插曲   | 淚光翅膀         | 藍正龍         | 吳易緯         | 洪菁瑩                    |
| 插曲   | 別為我哭了       | 藍正龍         | 嚴云農         | 曾芯儀                    |
| 插曲   | Super Nice Girl  | 周湯豪         | 周湯豪、陳天佑 | 周湯豪                    |
| 插曲   | 內傷             | 周湯豪         | 葛大為         | 周湯豪                    |

## 製作團隊
- 製作人：鄭美利
- 導演：劉俊傑
- 副導：葉宛靈
- 統籌監製：陳心怡
- 原創故事：蘇麗媚
- 編劇：陸亦華、簡佑玶、孫向妘
- 藝術顧問：劉維公
- 後期監製：辛翠芸
- 統籌：陳基定
- 行政：陳柏伶、盧玉芳
- 攝影師：蕭聖明、丁保誠
- 燈光師：王文棟
- 攝影組：大米傳播
- 燈光組：周士豪、鍾冠杰
- 製作公司： 聲色工廠有限公司
- 執行製作：劉幼娟、黃筱涵
- 協助拍攝：高雄市政府文化局影視發展暨拍片支援中心
- 美術：黑馬設計、簡春玉
- 道具：麥捷國際有限公司、杜鳳婉、吳恩慈、張偉鑫、陳乃菁
- 服裝造型：紀斯微
- 服裝助理：楊秋軒
- 執行助理：韋子純
- 場務：蘇鵬軒
- 化妝：陳睦蓉
- 化妝助理：蔡欣芸
- 髮型師：王子玲、吳眉萱
- 場記：施姿伊、黃仲薇
- 剪輯：胡鉅漢、胡鉅松、蕭欣怡
- 後製統籌：小穎
- 後製工程：大宇傳播有限公司
- 劇照師：張綾育
- 視覺導演：陳戎暉
- 視覺設計：郭家齊
- 動態視覺：徐偉倫
- 花絮編導：樊子綺、小楓
- 行銷宣傳：張晉榮、曾珮玟
- 數位行銷：張瓊文、簡毓瑾、朱家慧、呂佳蓉
- 整合行銷：丁長鈺、歐文珊
- 版權發行：蘇桂瑩

- 配樂監製、製作：天地合娛樂有限公司
- 音 效：聲動錄音室
- 音樂：席裕龍
- 混音：宋宗彥
- 音效：施景弘

## 收視率

### 華視首播
| 播出日期      | 集數       | 標題                 | 收視率 | 排名 | 備註                 |
| ------------- | ---------- | -------------------- | ------ | ---- | -------------------- |
| 2012年1月29日 | 01         | 華麗的代價           | 0.84   | 3    | 收視總人口111萬5千人 |
| 2012年2月5日  | 02         | 公主復國記           | 0.49   | 4    |                      |
| 2012年2月12日 | 03         | 蒙娜麗莎搶奪戰       | 0.48   | 3    |                      |
| 2012年2月19日 | 04         | -                    | 0.75   | 3    |                      |
| 2012年2月26日 | 05         | 似曾相識             | 1.20   | 3    |                      |
| 2012年3月4日  | 06         | 令人發囧的緣份       | 1.06   | 3    |                      |
| 2012年3月11日 | 07         | Who's that girl?     | 1.17   | 3    |                      |
| 2012年3月18日 | 08         | 是誰在搞鬼           | 0.89   | 3    |                      |
| 2012年3月25日 | 09         | 公主該死             | 1.06   | 3    |                      |
| 2012年4月1日  | 10         | 愛情大風吹           | 1.02   | 3    |                      |
| 2012年4月8日  | 11         | 被攔胡的愛           | 1.23   | 2    |                      |
| 2012年4月15日 | 12         | 轉吧轉吧，愛情的輪盤 | 1.19   | 2    |                      |
| 2012年4月22日 | 13         | 公主巫婆釘孤支       | 1.25   | 2    |                      |
| 2012年4月29日 | 14         | 抓鬼行動             | 0.92   | 2    |                      |
| 2012年5月6日  | 15         | 憨戀轉運戰           | 1.20   | 2    |                      |
| 2012年5月13日 | 16         | 愛情別再妝           | 1.21   | 2    | 最終回               |
| 平均收視率    | 平均收視率 | 平均收視率           | 1.00   |      |                      |

- 同時段偶像劇：民視《華麗的挑戰》／《絕對達令》、台視《小資女孩向前衝》／《向前走向愛走》、中視《門當父不對》／《幸福三顆星》
- 資料來源：中時娛樂

## 相關商品
- 粉愛粉愛你 限量簽名版電視小說 2012年3月19日發行。

### 電視原聲帶
粉愛粉愛你電視原聲帶由金牌大風製作發行，片數為1CD。原聲帶中收錄了劇中大部份的所有歌曲。台灣於2012年4月6日發行。

#### 曲目
| 粉愛粉愛你電視原聲帶 | 粉愛粉愛你電視原聲帶             | 粉愛粉愛你電視原聲帶 | 粉愛粉愛你電視原聲帶      | 粉愛粉愛你電視原聲帶 | 粉愛粉愛你電視原聲帶 |
| 曲序                 | 曲目                             |                      | 作曲                      | 演唱                 | 时长                 |
| -------------------- | -------------------------------- | -------------------- | ------------------------- | -------------------- | -------------------- |
| 1.                   | 愛走秀                           | 葛大為               | 徐浩、Randy Chow          | 羅志祥               | 3:00                 |
| 2.                   | 王見王                           | 徐世珍               | Michael Grant、Lara Nahum | 羅志祥、楊丞琳       | 3:38                 |
| 3.                   | 億萬分之一的機率                 | 吳易緯               | 周湯豪                    | 周湯豪               | 3:39                 |
| 4.                   | 逞強                             | 姚若龍               | 饒善強                    | 蕭亞軒               | 3:51                 |
| 5.                   | 愛入非非                         | 陳天佑               | 李華章 Lee Hua Chang      | 羅志祥               | 4:53                 |
| 6.                   | 淚光翅膀                         | 吳易緯               | 洪菁瑩                    | 藍正龍               | 3:49                 |
| 7.                   | 愛走秀(俏皮版)（配樂）           |                      | 徐浩、Randy Chow          |                      | 1:55                 |
| 8.                   | Super Nice Girl                  | 周湯豪、陳天佑       | 周湯豪                    | 周湯豪               | 3:57                 |
| 9.                   | 內傷                             | 葛大為               | 周湯豪                    | 周湯豪               | 4:01                 |
| 10.                  | 別為我哭了                       | 嚴農                 | 曾芯儀                    | 藍正龍               | 4:24                 |
| 11.                  | 億萬分之一的機率(深情版)（配樂） |                      | 周湯豪                    |                      | 3:19                 |

### 遊戲APP：粉愛粉愛你 – Quiz叮咚²
與大宇資訊合作，是iOS平台上一款結合流行時尚，彩粧知識的問答小遊戲。在遊戲中玩家將扮演女主角，在學習美妝知識和職涯晉升中，邂逅了Jealous 彩妝公司四大彩妝師。2012年2月23日在Apple的App Store上架。

## 拍攝場景
1. 高雄市橋頭區橋頭糖廠〈蒙娜麗莎交易、少風被救和吳英雄阿虎被打的地方〉
2. 高雄市愛河〈夏樂蒂難過傷心丟石頭到河裡的地方〉

## 腳註
1. ↑  黃慧敏. . 中央社. 2011-11-21  [2011-11-21] （中文（臺灣））.[永久]
2. ↑  .   [2012-02-24]. （原始内容存档于2016-03-03）.
3. ↑  .   [2012-02-24]. （原始内容存档于2016-03-04）.

## 節目獎項
| 第47屆金鐘獎 |        |      |
| 獎項         | 受獎者 | 結果 |
| 美術設計獎   | 簡春玉 | 提名 |

## 外部連結
- 官方网站－華視
- 官方部落格－痞客邦
- 粉愛粉愛你的Facebook專頁

## 作品的變遷
| 臺灣 華視主頻 每週日 22:00 - 23:30                                                                                       | 臺灣 華視主頻 每週日 22:00 - 23:30             | 臺灣 華視主頻 每週日 22:00 - 23:30 |
| --- | ---------------------------------------------- | ---------------------------------- |
| | 粉愛粉愛你 （2012年1月29日－2012年5月13日）    |                                    |
| 真心請按兩次鈴 （2011年10月2日－2012年1月8日） 有話菁菁說 （2012年1月15日） 除夕特別節目《龍年不准笑》 （2012年1月22日） | 給愛麗絲的奇蹟 （2012年5月20日－2012年9月9日） |                                    |

| 臺灣 東森綜合台 每週六 20:00 - 21:30                                                                | 臺灣 東森綜合台 每週六 20:00 - 21:30       | 臺灣 東森綜合台 每週六 20:00 - 21:30 |
| --------------------------------------------------------------------------------------------------- | ------------------------------------------ | ------------------------------------ |
| | 粉愛粉愛你 （2012年2月4日－2012年5月19日） |                                      |
| 真心請按兩次鈴 （2011年10月8日－2012年1月14日） 天才衝衝衝（重播） （2012年1月21日－2012年1月28日） | -                                          |                                      |

| 香港 無綫劇集台 每週日 19:30 - 21:00            | 香港 無綫劇集台 每週日 19:30 - 21:00       | 香港 無綫劇集台 每週日 19:30 - 21:00 |
| ----------------------------------------------- | ------------------------------------------ | ------------------------------------ |
|                                                 | 粉愛粉愛你 （2012年6月17日－2012年9月9日） |                                      |
| 真心請按兩次鈴 （2012年3月25日－2012年6月10日） | 翻糖花園 （2012年9月16日－2012年12月2日）  |                                      |

| 马来西亚 Astro雙星 每週一至每週五 22:30 - 23:30 | 马来西亚 Astro雙星 每週一至每週五 22:30 - 23:30 | 马来西亚 Astro雙星 每週一至每週五 22:30 - 23:30 |
| ----------------------------------------------- | ----------------------------------------------- | ----------------------------------------------- |
|                                                 | 粉愛粉愛你 （2012年7月9日－2012年8月10日）      |                                                 |
| 真心請按兩次鈴 （2012年6月6日－2012年7月6日）   | 向前走向愛走 （2012年8月13日－2012年9月28日）   |                                                 |

| 新加坡 星和都會台 每週日 22:30 - 24:00 · 9/23起，改為 22:00 - 23:30 | 新加坡 星和都會台 每週日 22:30 - 24:00 · 9/23起，改為 22:00 - 23:30                        | 新加坡 星和都會台 每週日 22:30 - 24:00 · 9/23起，改為 22:00 - 23:30 |
| ------------------------------------------------------------------- | ------------------------------------------------------------------------------------------ | ------------------------------------------------------------------- |
|                                                                     | 粉愛粉愛你 （2012年7月29日－2012月11月11日）                                               |                                                                     |
| 真心請按兩次鈴 （2012年4月8日－2012年7月22日）                      | 《粉愛粉愛你》幕后花絮 （2012年11月18日） 我租了一個情人 （2012年11月25日－2013年3月17日） |                                                                     |